# Titan (ubåd)
 For alternative betydninger, se titan. (Se også artikler, som begynder med titan)
Titan, tidligere kaldet Cyclops 2, var en eksperimentel undervandsbåd, der imploderede den 18. juni 2023, mens den transporterede turister for at besøge vraget af RMS Titanic.
Undervandsfartøjet blev skabt og drevet af OceanGate. Titan var den første privatejede undervandsbåd med en påstået maksimal dybde på 4.000 m, og den første færdige bemandede undervandsbåd med et skrog konstrueret af titanium- og kulfiberkompositmaterialer.